# Johann Arndt
Johann Arndt (Ballenstedt, Anhalt, Alemania, 27 de diciembre de 1555 - Celle, Alemania, 11 de mayo de 1621) fue un teólogo luterano alemán. Cursó estudios en varias universidades y está considerado como uno de los precursores del pietismo, corriente dentro del luteranismo que ganó fuerza a finales del siglo XVII.

## Biografía
Estuvo en Helmstedt hacia 1576 y en Wittenberg en 1577. Durante su estancia en Wittenberg, la controversia entre los luteranos ortodoxos y los partidarios del denominado criptocalvinismo, término que se aplicaba a los alemanes que eran acusados de mantener en secreto la doctrina calvinista de la Eucaristía, se encontraba en su momento álgido y Arndt se posicionó del lado de Melanchthon y los criptocalvinistas. Continuó sus estudios en Estrasburgo con el profesor de hebreo Johannes Pappus (1549-1610), un ferviente luterano que tuvo como cumbre de su carrera la supresión forzada del culto calvinista y que ejerció una gran influencia sobre él.
En Basilea, estudió teología con Simon Sulzer (1508-1585), un teólogo liberal que simpatizaba con el pensamiento luterano y cuyo empeño era reconciliar a la Iglesia Helvética y a la Iglesia de Wittenberg. En 1581 regresó a Ballenstedt, pero volvió a ser reclamado pronto para la vida activa con su designación para ejercer el pastorado en Badeborn, en 1583. 
Pasado algún tiempo, sus tendencias luteranas suscitaron el enfado de las autoridades, que eran partidarias de la Iglesia Reformada. Consecuentemente, fue depuesto en 1590 por rehusar la eliminación de imágenes de su iglesia y por suspender la práctica del exorcismo y del bautismo. Ese mismo año encontró asilo en Quedlinburg y posteriormente fue trasladado a la Iglesia de San Martín en Brunswick, en 1599. Su periplo continuó en Eisleben y finalmente en Celle, donde, en el momento de su muerte, ostentaba el cargo de superintendente general. 

## Obras
La fama de Arndt radica en sus escritos. Eran principalmente de tipo místico y piadoso y se inspiraron en San Bernardo, Juan Taulero y Tomás de Kempis. Su principal obra, Wahres Christentum (Cristianismo auténtico, 1605-1610), fue traducida a la mayor parte de las lenguas europeas y sirvió como base para muchos libros sobre catolicismo y protestantismo. En ella Arndt hace hincapié en la unión mística del creyente con Cristo y trata, centrando su atención en la vida de Cristo en el interior de su pueblo, de corregir la aproximación de la teología reformista, centrada casi exclusivamente en la muerte de Cristo por su pueblo.
Después de Wahres Christentum, su obra más conocida es Paradiesgärtlein aller christlichen Tugenden (El jardín del Edén: todas las virtudes cristianas), publicada en 1612. Varios de sus sermones se encuentran publicados en la obra Übers. ü. die Entw. d. chr. Predigt (1858) de R. Nesselmann. Al igual que Lutero, Arndt guardaba especial cariño por la pequeña obra anónima Theologia Germanica. Publicó una edición de la misma, en la cual, mediante un prefacio especial, resaltó sus méritos y virtudes. 
Arndt siempre ha sido tenido en alta estima por los pietistas alemanes. Buena muestra de ello es que el fundador del pietismo, Philipp Jakob Spener, se refería a él y a sus escritos con frecuencia, llegando a compararlo incluso con Platón.

### Obras en línea
- True Christianity (en inglés) obra completa, edición de 1872.
- True Christianity (en inglés) selección de extractos de la obra, traducción de Peter C. Erb, 1979.